# I Am... Tour
I Am... World Tour foi a terceira turnê mundial carreira solo da cantora e compositora norte-americana Beyoncé, para divulgar o seu terceiro álbum de estúdio I Am… Sasha Fierce, de 2008. A turnê passou pela América do Norte, Europa, Ásia, África, Austrália e América do Sul.
No dia 2 de agosto de 2009, a turnê ficou no 1º lugar na lista da Hot Tours, devido aos lucros recebidos. Essa turnê se tornou a 12ª turnê mundial com melhor bilheteria, ultrapassando mais de 37.4 milhões de dólares nos seus primeiros 41 shows de acordo com o site pollstar.com.
O jornalista Bob Allen da revista Billboard confirmou o sucesso da turnê, dizendo: "A sua turnê já superou 36 milhões dólares desde seu começo, o seu show está no Top 15 das turnês do ano, com mais datas marcas no outono."
No dia 19 de agosto de 2009, o site oficial de Beyoncé anunciou que a turnê foi nomeada para o Billboard/Eventful Fans' na categoria "Melhor Concerto do Ano". Estima-se que a turnê tenha arrecadado mais de 120 milhões de dólares. Segundo a revista People, a I Am... World Tour ficou no sétimo lugar das maiores turnês femininas da história.

## Sobre o show

### I Am… World Tour
O consultor criativo Thierry Mugler disse: "Haverá muita dramatização e metamorfose no palco. Alguns efeitos muito fortes foram inspirados diretamente por Beyoncé, e só ela poderia fazer eles acontecer no palco." O palco principal é um palco simples com escadas, uma grande tela de fundo LED e um pequeno palco de vidro para a sua banda "Suga Mama" e as suas backing vocal "The Mamas". Há também um palco menor em meio ao público, que recebe a performance de músicas específicas do setlist.

### I Am… Yours
O show do dia 2 de Agosto, foi filmado e foi lançado no dia 24 de Novembro de 2009, nos formatos CD e DVD com o seguinte nome I Am… Yours: An Intimate Performance at Wynn Las Vegas.

## Opening acts
- RichGirl (América do Norte)
- Flo Rida (Austrália)
- Eva Avila (Canadá)
- Linda Teodosiu (Áustria, Alemanha e Suíça)
- Ildiko Keresztes e Karmatronic (Hungria)
- Marek Ztracený (República Tcheca)
- Humphrey (França)
- DJ Lester & Abdou (Bélgica)
- Miguel Simões e Verinha Mágica (Portugal)
- Labuat (Barcelona)
- Shontelle (Inglaterra e Irlanda)
- Jessica Mauboy (Austrália)
- Zarif (Inglaterra e Irlanda)
- Ádammo (Peru)
- Ivete Sangalo (Brasil)
- Wanessa Camargo (Brasil)

## Lista de músicas
Main Stage
- "Sweet Dreams" (contém elementos de "Sweet Dreams (Are Made of This)")
- "Crazy in Love" (contém elementos de "I Just Wanna Love U (Give It 2 Me)", "Work It Out", "Let Me Clear My Throat" e "Pass the Peas")
- "Naughty Girl"
- "Freakum Dress"
- "Get Me Bodied" (Extended Mix)
- "Smash Into You"
- "Satellites"
- "Ave Maria" (contém trechos de "Angel")
- "Halo"

"If I Were a Boy" Intro (contém trechos do vídeo oficial)
- "If I Were A Boy" (contém trechos de "You Oughta Know")

Fierce Cheetah Diva (Video Interlude)
- "Diva"

"Radio" Intro (contém trechos de "Ring The Alarm", "Suga Mama", e "Single Ladies (Put a Ring on It)")
- Radio
- "Me, Myself and I"
- "Ego"
- "Hello"
- "Déjà Vu"

Divinty Roxx Bass Jam/The Mama's Medley

Heads or Tails (Beyoncé vs. Sasha Fierce)  (Video Interlude)

Sasha Prevails/African Drums Medley (Band Skit)

Main Stage to B-Stage
- "Baby Boy" (contém elementos de "You Don't Love Me (No, No, No)")

B-Stage
- "Irreplaceable"

Meeting of the Minds  (Video Interlude)
- "Check on It"
- Destiny's Child Medley:
  - "Bootylicious"
  - "Bug a Boo"
  - "Jumpin' Jumpin'"
- "Upgrade U"
- "Ring the Alarm"
- "Video Phone" (contém elementos de "Suga Mama" e "Snap Yo Fingers")

B-Stage to Main Stage
- "Say My Name"

Main Stage

"The History of Destiny's Child" (Dance Interlude, contém trechos de"Independent Women Part 1", "Bills, Bills, Bills", "No, No, No (Part 2)", "Beautiful Liar" e "Survivor")  

"Survivor" (Video Interlude)
- "At Last"
- "Listen"
- "Broken-Hearted Girl"
- "Scared of Lonely"
- "Dangerously in Love" (contém trechos de "Sweet Love")

"Single Ladies (Put a Ring On It)" (YouTube Video Interlude)
- "Single Ladies (Put a Ring on It)"
- "Flaws and All"

Main Stage
- "Déjà Vu" (Tour Intro Skit)
- "Crazy in Love" (contém elementos de "I Just Wanna Love U (Give It 2 Me)", "Work It Out", "Let Me Clear My Throat" e "Pass the Peas")
- "Naughty Girl"
- "Freakum Dress"
- "Get Me Bodied" (Extended Interlube)
- "Smash Into You"
- "Ave Maria" (contém trechos de "Angel")
- "Broken-Hearted Girl"

"If I Were a Boy" Intro (contém trechos do vídeo oficial)
- "If I Were A Boy" (contém trechos de "You Oughta Know")

Fierce Cheetah Diva (Video Interlude, contém trechos de "Sweet Dreams")
- "Diva"

"Radio" Intro (contém trechos de "Ring The Alarm", "Suga Mama", e "Single Ladies (Put a Ring on It)")
- Radio
- "Me, Myself and I" (retirada no 2º Leg do Reino Unido)
- "Ego"
- "Hello"

Divinty Roxx Bass Jam/The Mama's Medley

Heads or Tails (Beyoncé vs. Sasha Fierce)  (Video Interlude)

Sasha Prevails/African Drums Medley (Band Skit)

Main Stage to B-Stage
- "Baby Boy" (contém elementos de "You Don't Love Me (No, No, No)")

B-Stage
- "Irreplaceable"
- "Check on It"

Destiny's Medley
- - "Bootylicious"
  - "Bug a Boo"
  - "Jumpin' Jumpin'"
- "Upgrade U"
- "Video Phone" (contém elementos de "Snap Yo Fingers")

B-Stage to Main Stage
- "Say My Name"

Main Stage

"The History of Destiny's Child" (Dance Interlude, contém trechos de"Independent Women Part I", "Bills, Bills, Bills", "No, No, No (Part 2)", "Beautiful Liar" e "Survivor")  

"Survivor" (Video Interlude)
- "At Last"
- "Listen"
- "Scared of Lonely" (ocasionalmente não tocada)

"Single Ladies (Put a Ring On It)" (YouTube Video Interlude)
- "Single Ladies (Put a Ring on It)"
- "Halo"
- "Encore To Michael Jackson" (contém elementos de "Kitty Kat")

Main Stage
- "Déjà Vu" (Tour Intro Skit)
- "Crazy in Love" (contém elementos de "I Just Wanna Love U (Give It 2 Me)", "Work It Out", "Let Me Clear My Throat" e "Pass the Peas")
- "Naughty Girl"
- "Freakum Dress"
- "Get Me Bodied" (Extended Interlube)
- "Smash Into You"
- "Ave Maria" (contém trechos de "Angel e de Ave Maria em latin")
- "Broken-Hearted Girl"

"If I Were a Boy" Intro (contém trechos do vídeo oficial)
- "If I Were A Boy" (contém trechos de "You Oughta Know")

Fierce Cheetah Diva (Video Interlude, contém trechos de "Sweet Dreams")
- "Diva"

"Radio" Intro (contém trechos de "Ring The Alarm", "Suga Mama", e "Single Ladies (Put a Ring on It)")
- Radio
- "Ego"
- "Hello"

Divinty Roxx Bass Jam/The Mama's Medley

Heads or Tails (Beyoncé vs. Sasha Fierce)  (Video Interlude)

Sasha Prevails/African Drums Medley (Band Skit)

Main Stage to B-Stage
- "Baby Boy" (contém elementos de "You Don't Love Me (No, No, No)")

B-Stage
- "Irreplaceable"
- "Sweet Dreams" (Apenas em Florianopolis)
- "Listen" (Acapella) (Apenas em Sao Paulo)
- "Check on It"

Destiny's Medley
- - "Bootylicious"
  - "Bug a Boo"
  - "Jumpin' Jumpin'"
- "Upgrade U"
- "Video Phone" (contém elementos de "Snap Yo Fingers")

B-Stage to Main Stage
- "Say My Name"

Main Stage

"The History of Destiny's Child" (Dance Interlude, contém trechos de"Independent Women Part I", "Bills, Bills, Bills", "No, No, No (Part 2)", "Beautiful Liar" e "Survivor")  
 (apenas no Rio de Janeiro e San Diego)
"Survivor" (Video Interlude) (apenas no Rio de Janeiro e San Diego)
- "At Last" (apenas no Rio de Janeiro e Santiago)
- "Listen" (apenas no Rio de Janeiro e Santiago)

"Single Ladies (Put a Ring On It)" (YouTube Video Interlude)
- "Single Ladies (Put a Ring on It)"
- "Halo"
- "Encore To Michael Jackson" (contém elementos de "Kitty Kat")